# Sergej Netjajev
Sergej Gennadijevitj Netjajev (ryska: Сергей Геннадиевич Нечаев), född 2 oktober (gamla stilen: 20 september) 1847 i Ivanovo, död 3 december (gamla stilen: 21 november) 1882 i Sankt Petersburg, var en rysk nihilist och revolutionär. 
Vid 19 års ålder flyttade Netjajev till Sankt Petersburg, där han en tid undervisade vid en fattigskola samt bevistade föreläsningar vid universitetet. Han anslöt sig snart till stadens revolutionära studentrörelse, och påverkades bl.a. av jakobinismen och blanquismen. I mars 1869 reste Netjajev till Genève, där han tog kontakt med den mer namnkunnige anarkisten Michail Bakunin. Bakunin blev betagen av Netjajevs ungdomliga energi och beslutsamhet, och de två utvecklade ett nära samarbete.
Netjajev författade 1869 Revolutionärens katekes, som börjar med meningen: "Revolutionären är en dömd man" och som uppmanar läsaren att riva ner samhället och alla dess institutioner till varje pris. Netjajev menade att revolutionären skulle ta avstånd från alla mänskliga känslor, även för sina politiska allierade, och bedriva systematisk terrorism i form av mord på väl valda representanter för staten.
Netjajev återvände till Ryssland i slutet av augusti 1869, och började i Moskva organisera en hemlig sammanslutning som han kallade Folkets Rättvisa och som byggde på principerna ur Revolutionärens katekes. Organisationen hade som mål att få igång en folkresning till den 19 februari 1870, den nionde årsdagen för livegenskapens upphävande i Ryssland. Netjajev krävde enligt samstämmiga uppgifter fullständig och blind lydnad från sina kamrater inom organisationen; efter att en av dess medlemmar, en student vid namn Ivan Ivanov, ifrågasatte Netjajevs order mördades Ivanov av Netjajev och fyra medbrottslingar.
Mordet på Ivanov föranledde gripandet av ca 300 revolutionärer och slutligen rättegången mot 84 av Netjajevs anhängare sommaren 1871. Netjajev själv hade dock lyckats ta sig över gränsen i december 1869 med hjälp av ett falskt pass, och reste åter till Schweiz där han under en period återupptog kontakten med Bakunin. Relationen mellan de två försämrades dock snabbt, och sommaren 1870 bröt de med varandra. 
I augusti 1872 greps Netjajev av den schweiziska polisen och utlämnades till Ryssland, där han ställdes inför rätta för mordet på Ivanov och dömdes till 20 års straffarbete. Han kunde dock fortsätta kommunicera med världen utanför, sedan han lyckats vinna fångvaktarna för sin sak; från fängelset hade Netjajev kontakt med Narodnaja volja inför attentatet mot tsar Alexander II den 1 mars 1881. Efter attentatet uppdagades dock Netjajevs relation med vakterna, och han kom att utsättas för en behandling som ledde till att han avled av lungsot och skörbjugg i Peter-Paulfästningen i Sankt Petersburg vid 35 års ålder 1882.
Netjajev har beskrivits som den förste moderne terroristen, och Albert Camus menade att "det var i hans person som revolutionen för första gången öppet tog avstånd från kärlek och vänskap". Det har hävdats att Netjajev hade ett avgörande inflytande på Lenins syn på revolutionär politik. Även Svarta pantrarna i USA inspirerades av Netjajevs kompromisslöshet. Karaktären Verchovenskij i Fjodor Dostojevskijs roman Onda andar är baserad på Netjajev.